# Abraham Buchner
Abraham Buchner (* 1789 in Krakau; † 1869 in Tschenstochau) war ein Lehrer an der Warschauer Rabbinerschule. Er war ein Anhänger der jüdischen Aufklärungsbewegung Haskala und Gegner des konservativen Chassidismus.

## Leben
Abraham Buchner kam nach Warschau als privater Lehrer der deutschen, französischen und hebräischen Sprachen und fand mit der Unterstützung des katholischen Priesters Aloysius Chiarini eine Anstellung an der Warschauer Rabbinerschule. Er lehrte, dass Gottes Weisung für Juden und Nicht-Juden gelte und dass sogar ein Götzendiener als Mitmensch anzunehmen und ihm brüderliche Liebe zu erweisen sei. Bald wurde er wegen seiner unorthodoxen Anschauungen vom traditionellen jüdischen Bürgertum als Ketzer verschrien. Als sein Sohn Josef sich 1842 taufen ließ, verlangte der synagogale Aufsichtsrat seinen Rücktritt, was die Behörden jedoch nicht annahmen. Buchner veröffentlichte 1848 das Pamphlet „Die Nichtigkeit des Talmud“; im nächsten Jahr erschien eine Antwort des Warschauer Schuldirektors Moses Tenebaum: „Der Talmud und seine Wichtigkeit“. 1858 verließ Buchner seine Lehrerstelle und siedelte nach Tschenstochau über. 

## Schriften
Abraham Buchner verfasste zahlreiche Lehrbücher:
- Doresch Tob (Katechismus für die israelitische Jugend). 1825.
- Ocar laschon ha-kodesch (Wörterbuch der hebräischen Sprache). 1830.
- Jesode ha-dat (Lehrbuch der jüdischen Religion). 1836.
- More le-Cedaka (Lehrer der Gerechtigkeit). 1837.
- Der wahre Judaismus, oder Sammlung der religiös-moralischen Grundlagen der Israeliten, den klassischen Werken der Rabbiner entnommen. 1846.
- Kwiaty wschodnie (Blumen des Ostens). 1848.